# Escala de Hunt y Hess
La escala de Hunt y Hess es una manera de clasificar la gravedad de una hemorragia subaracnoidea no traumática, puesto que cuando la condición clínica del paciente se evalúa basado con los criterios de Hunt y Hess para el momento de la cirugía se demuestra una correlación específica con el resultado del tratamiento quirúrgico.
El epónimo viene de los neurocirujanos William Edward Hunt (1921-1999) y Robert M. Hess.v
| Estadiaje | Características                                                                                                 | Mortalidad preoperatoria | Supervivencia |
| --- | --- | ------------------------ | ------------- |
| Grado 1* | Asintomático y consciente, dolor de cabeza leve y rigidez de nuca leve                                          | 0-5%                     | 70%           |
| Grado 2 | Dolor de cabeza y rigidez de nuca moderada sin déficit neurológico más allá de paresia de los nervios craneales | 2-10%                    | 60%           |
| Grado 3 | Somnolencia, confusión mental y leve déficit neurológico focal                                                  | 10-15%                   | 50%           |
| Grado 4 | Estupor y hemiparesia moderada o severa                                                                         | 60-70%                   | 20%           |
| Grado 5 | Coma y postura descerebrada                                                                                     | 70-100%                  | 10%           |
| *A menudo se asocia el Grado Ia, definido con un paciente consciente, sin signos meníngeo pero con déficit neurológico focal. | |                          |               |

La escala de Hunt y Hess tienen también una muy cercana correlación con la escala de coma de Glasgow. Por su parte, la escala de Fisher se usa para estimar el riesgo de vasoespasmo.

## Criterios y utilidad
La morbilidad y mortalidad de la hemorragia subaracnoidea causada por un aneurisma cerebral están muy relacionadas con el nivel de consciencia y la focalidad neurológica respectivamente.  Los criterios de la escala de Hunt y Hess correlacionan con un índice de mortalidad asociada a los diferentes grados, numerados del 1 al 5.

### Interpretación
La expectativa de mortalidad es mínima con el grado I y máxima en el grado V. 
El tratamiento quirúrgico de una aneurisma de la circulación cerebral es indicada en pacientes con buena situación clínica, es decir, con un grado I-III de la escala de Hunt y Hess. La experiencia ha demostrado que la resolución del aneurisma dentro de las primeras 72 horas en pacientes con buen estadiaje de Hunt y Hess disminuye la mortalidad por resangrado y se puede tratar más efectivamente el vasoespasmo luego de excluir la aneurisma.
A pesar de que no se le niega tratamiento agresivo, en los casos de mal estado general, es decir, los grados IV-V de la escala de Hunt y Hess, se suele indicar diferir la cirugía al menos dos semanas cuando el paciente logra mejoría de sus síntomas.